# Kloster San Severo
Das Kloster San Severo (San Severo di Cotignola) war eine Zisterzienserabtei in der Emilia-Romagna, Italien. Es lag in der Provinz Ravenna zwischen Ravenna und Sant’Apollinare in Classe.

## Geschichte
Die alte, wohl auf das sechste Jahrhundert zurückgehende Benediktinerabtei schloss sich wahrscheinlich 1257 dem Zisterzienserorden an. Als Mutterkloster werden Kloster La Ferté, Kloster Lucedio und Kloster Chiaravalle d’Ancona genannt. Die Zisterzienser blieben rund zwei Jahrhunderte lang in San Severo, bis das Kloster wohl in Kommende fiel und unter Papst Kalixt III. um 1455 mit dem seit 1138 von Kamaldulensern besetzten Kloster Sant’Apollinare in Classe vereinigt wurde.

## Anlage und Bauten
Von dem 1754 restaurierten Kloster, das nach 1800 abgebrochen wurde, haben sich keine größeren Überreste erhalten. Jedoch zeigen Fotos ergrabene Fundamente und einen Mauerrest.